# Kimran Borchashvili
Kimran Borchashvili (* 16. Februar 1994 in Tschetschenien, Russland) ist ein ehemaliger österreichischer Judoka und fünffacher österreichischer Staatsmeister. Er trägt den 1. Dan.

## Biografie
Kimran Borchashvili begann seine Judolaufbahn beim LZ Wels in Oberösterreich.
In der Altersklasse der U17 platzierte er sich zwei Mal und in der Altersklasse Junioren drei Mal bei den österreichischen Meisterschaften. Drunter waren auch zwei österreichische Meistertitel. Bei den Österreichischen Meisterschaften U23 konnte er zwischen 2013 und 2016 jeweils einmal Gold, Silber und Bronze sichern. Insgesamt wurde er fünfmal die österreichische Staatsmeisterschaft (2016, 2017, 2019, 2020, 2021). Im Jahr 2018 belegte Borchashvili den dritten Platz.
Zwischen 2016 und 2019 gewann er eine Silbermedaille (Uster) und zwei Bronzemedaille (Sarajevo, Podčetrtek) bei Europacups.
Mit einer Bronzemedaille bei den European Open in Oberwart 2020 und einem 5. Platz bei den European Open in Prag 2021 konnte er seine größten internationalen Erfolge feiern. Er sammelte 78 Punkte im IJF Olympia Ranking und qualifizierte sich mit Rang 204 in seiner Gewichtsklasse nicht für die Sommerspiele in Tokyo.

## Mannschaftsmeisterschaften
Mit seinem Verein LZ Wels nahm er von 2014 bis 2023 an der Judo-Bundesliga teil. Im Jahr 2016 wurde er Mr Bundesliga. Im Jahr 2021 gewannen sie die 1. Judo-Bundesliga.

## Privates
2004 flüchtete die Familie Borchashvili von Tschetschenien nach Österreich. Seine Brüder Shamil Borchashvili und Wachid Borchashvili waren auch Teil des Nationalteams. Shamil gewann die Bronzemedaille bei den Olympischen Spielen 2020 in Tokio. Wachid gewann den Grand Slam in Tbilisi 2023 bis 81 kg. Im Herbst 2024 gründeten die Borchashvili Brüder einen neuen Kampfsportverein. Der Verein startete im Jahr 2025 in der Zweiten Judo Bundesliga.